# Brno–Česká Třebová-vasútvonal
A Brno–Česká Třebová-vasútvonal egy 90,1 km hosszúságú, Brno–Svitavy között 25 kV 50 Hz-cel, Svitavy–Česká Třebová között 3 kV egyenárammal villamosított normál nyomtávolságú vasútvonal Csehországban Brno és Česká Třebová között. A vasútvonal fontos nemzetközi fővonal, folytatásával, a Česká Třebová–Prága-vasútvonallal Prágát köti össze Szlovákiával, Ausztriával, Magyarországgal és Lengyelországgal.
Része a Nürnberg-Athén európai korridornak.

## Képgaléria

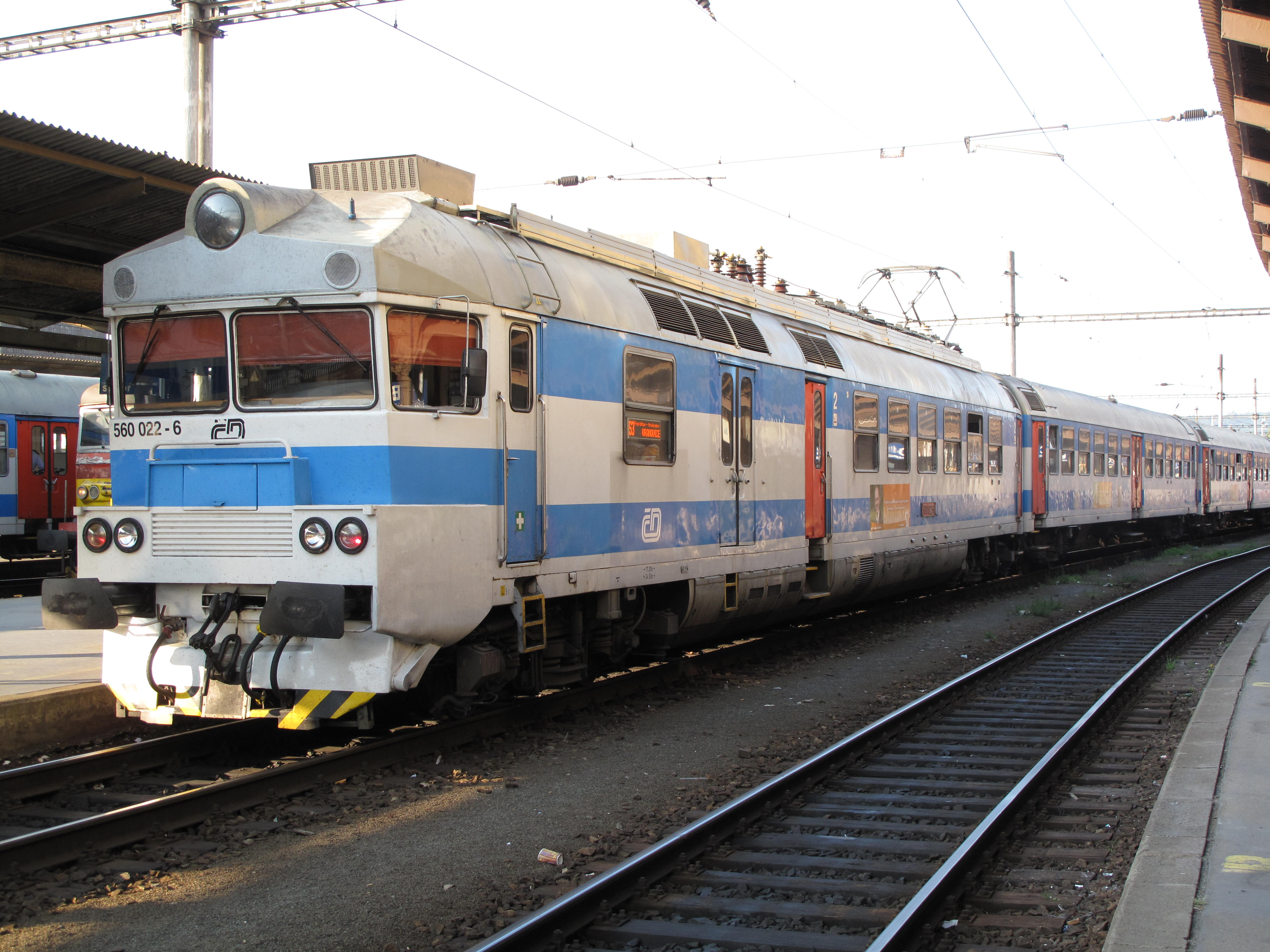
ČD 560 sorozat (2010)
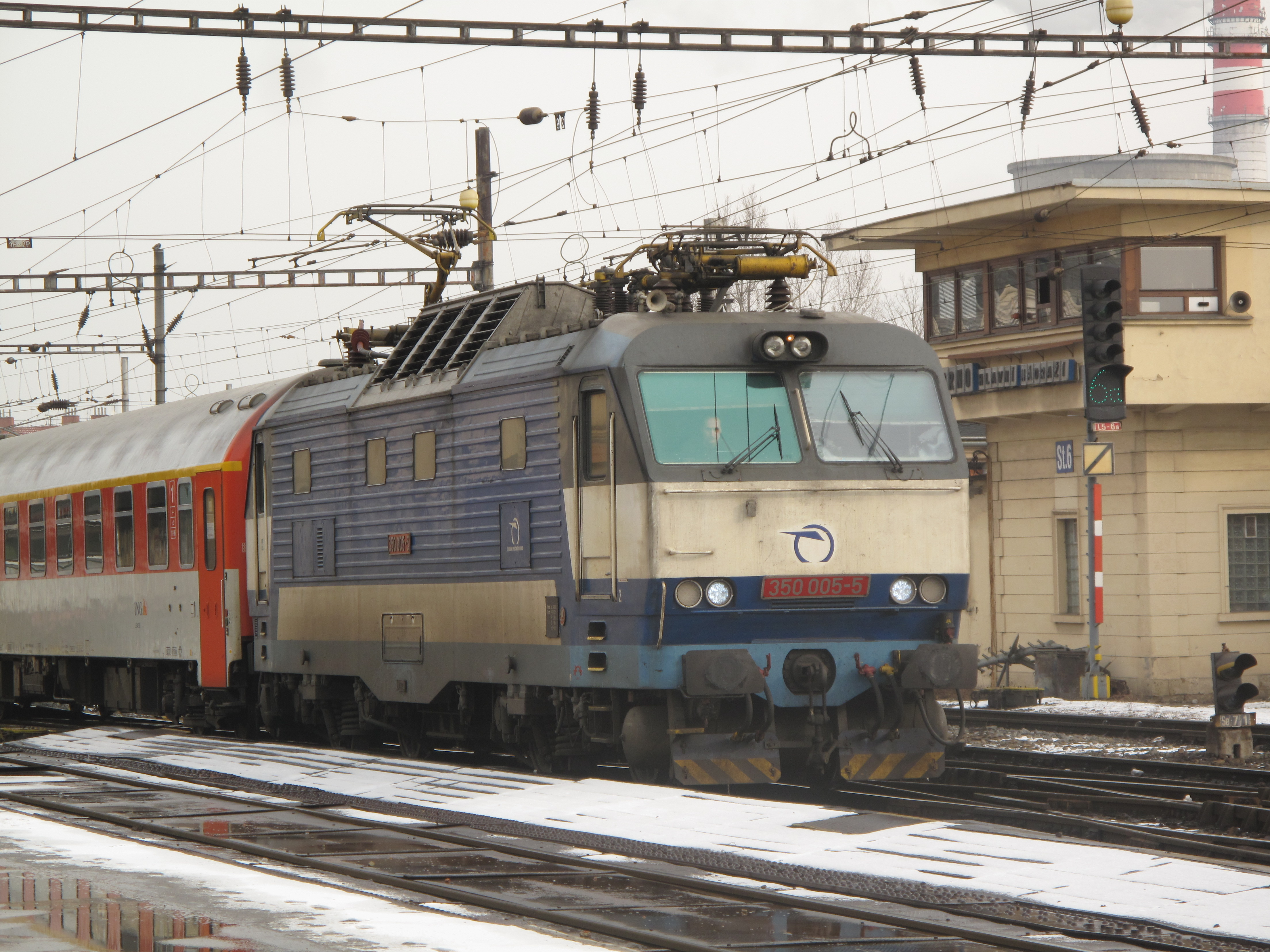
ŽSSK 350 sorozat (2010)
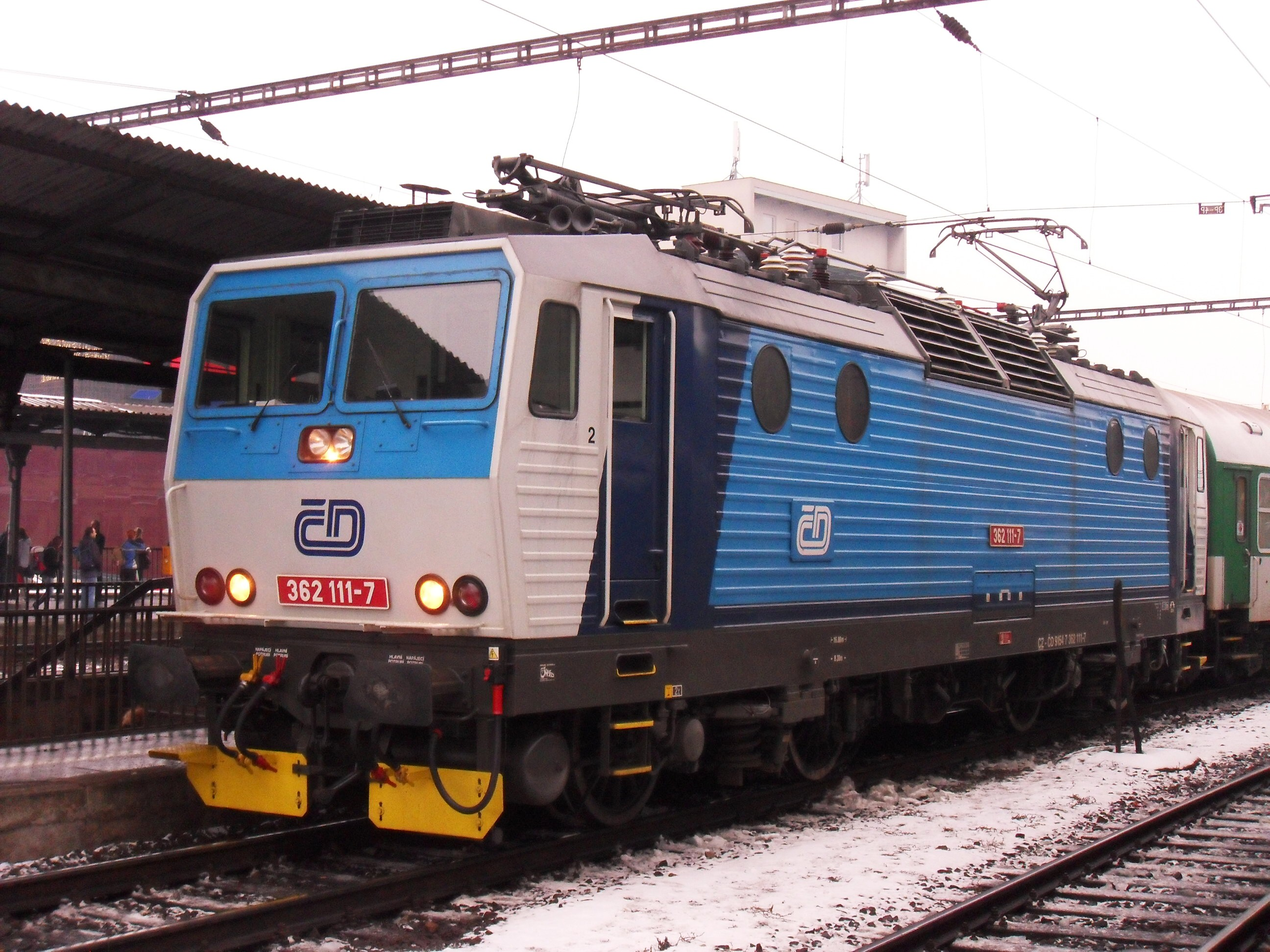
ČD 362 sorozat (2010)
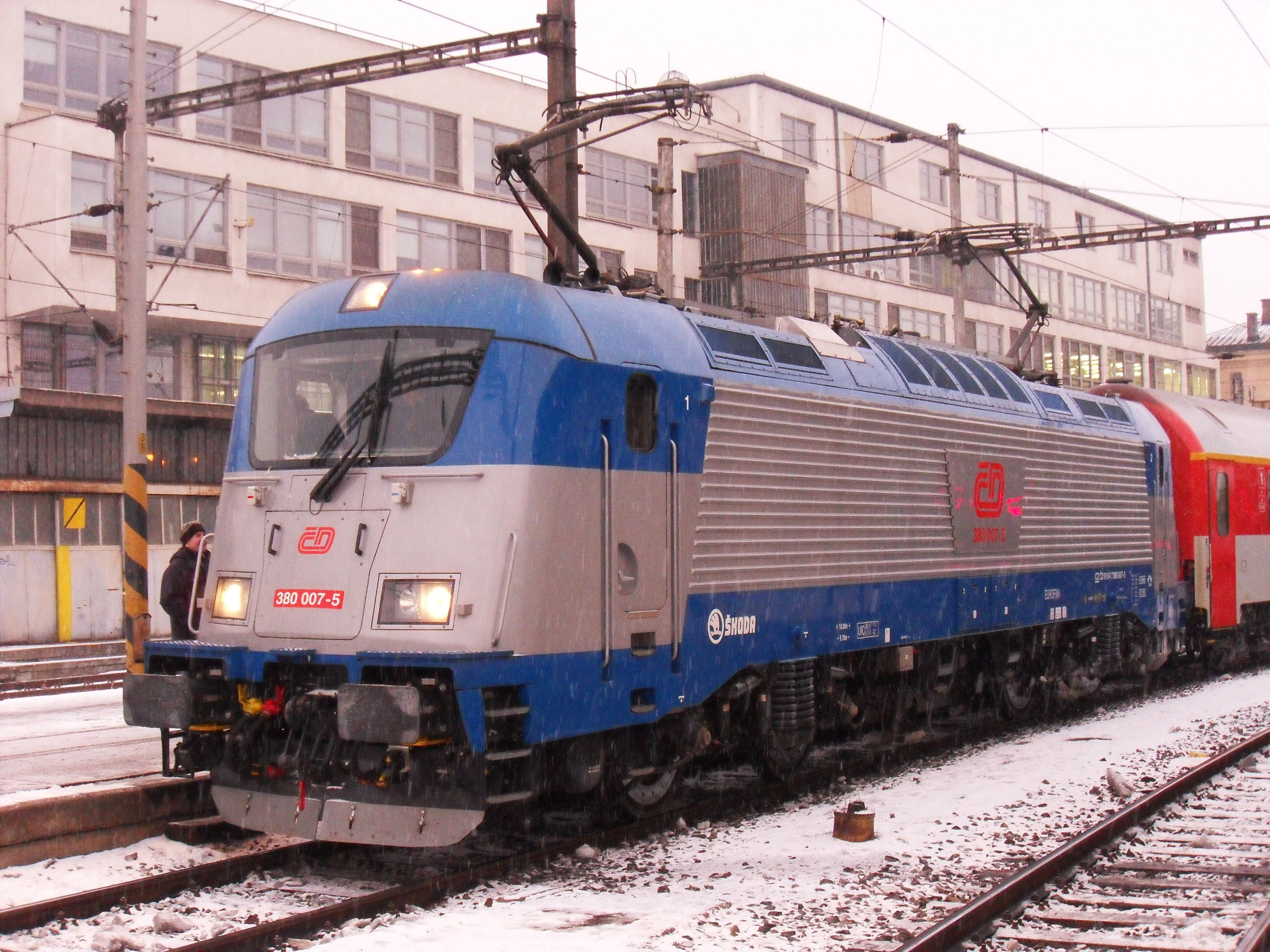
ČD 380 sorozat (2010)
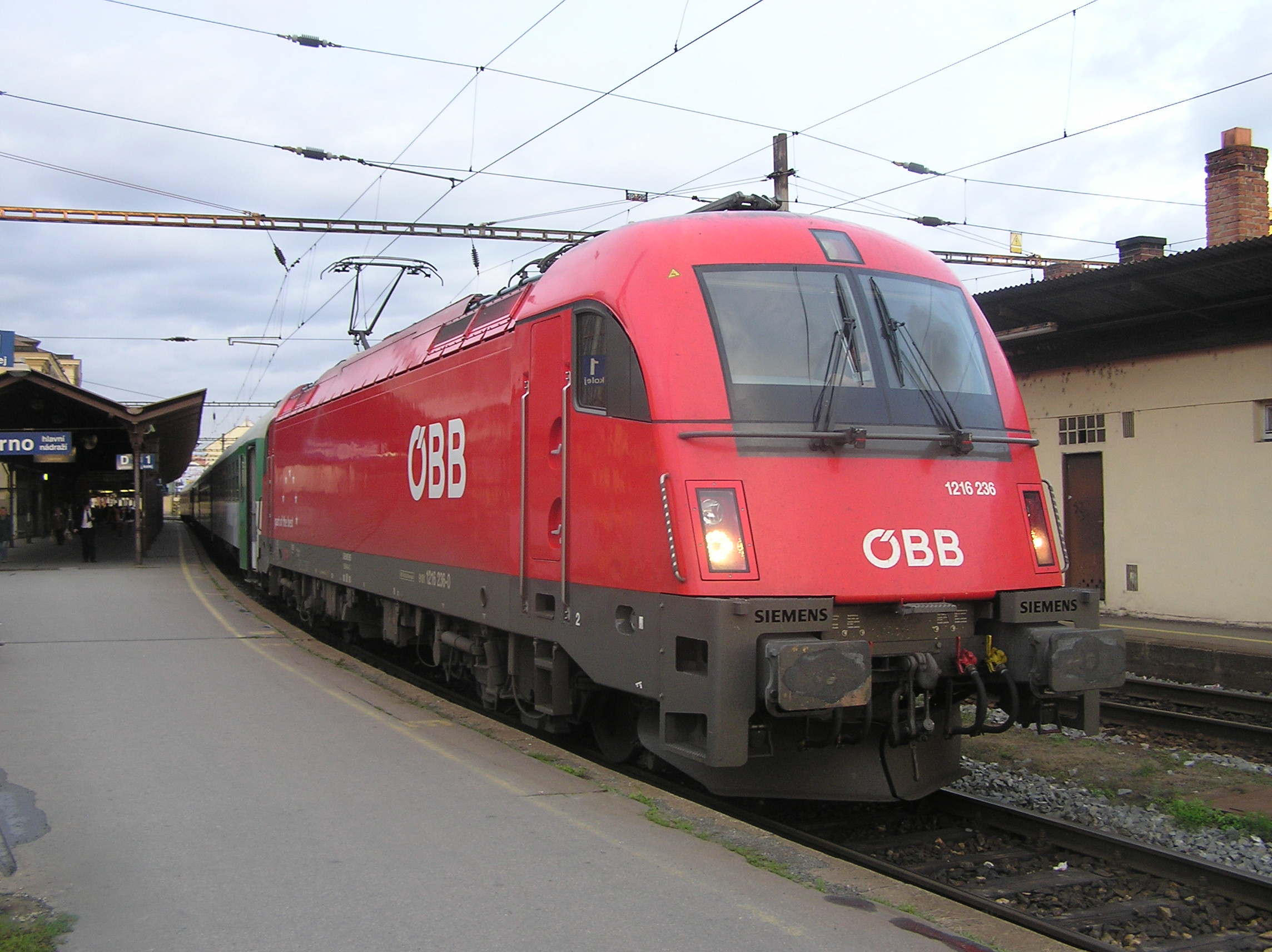
ÖBB 1216 sorozat (2010)